# Laraesima pilosa
Laraesima pilosa är en skalbaggsart som beskrevs av Monné 1980. Laraesima pilosa ingår i släktet Laraesima och familjen långhorningar. Inga underarter finns listade i Catalogue of Life.